# Kiama lachrymoides
Kiama lachrymoides là một loài nhện trong họ Cyrtaucheniidae. Loài này phân bố ờ New South Wales.